# Wolfgang Thüne (Meteorologe)

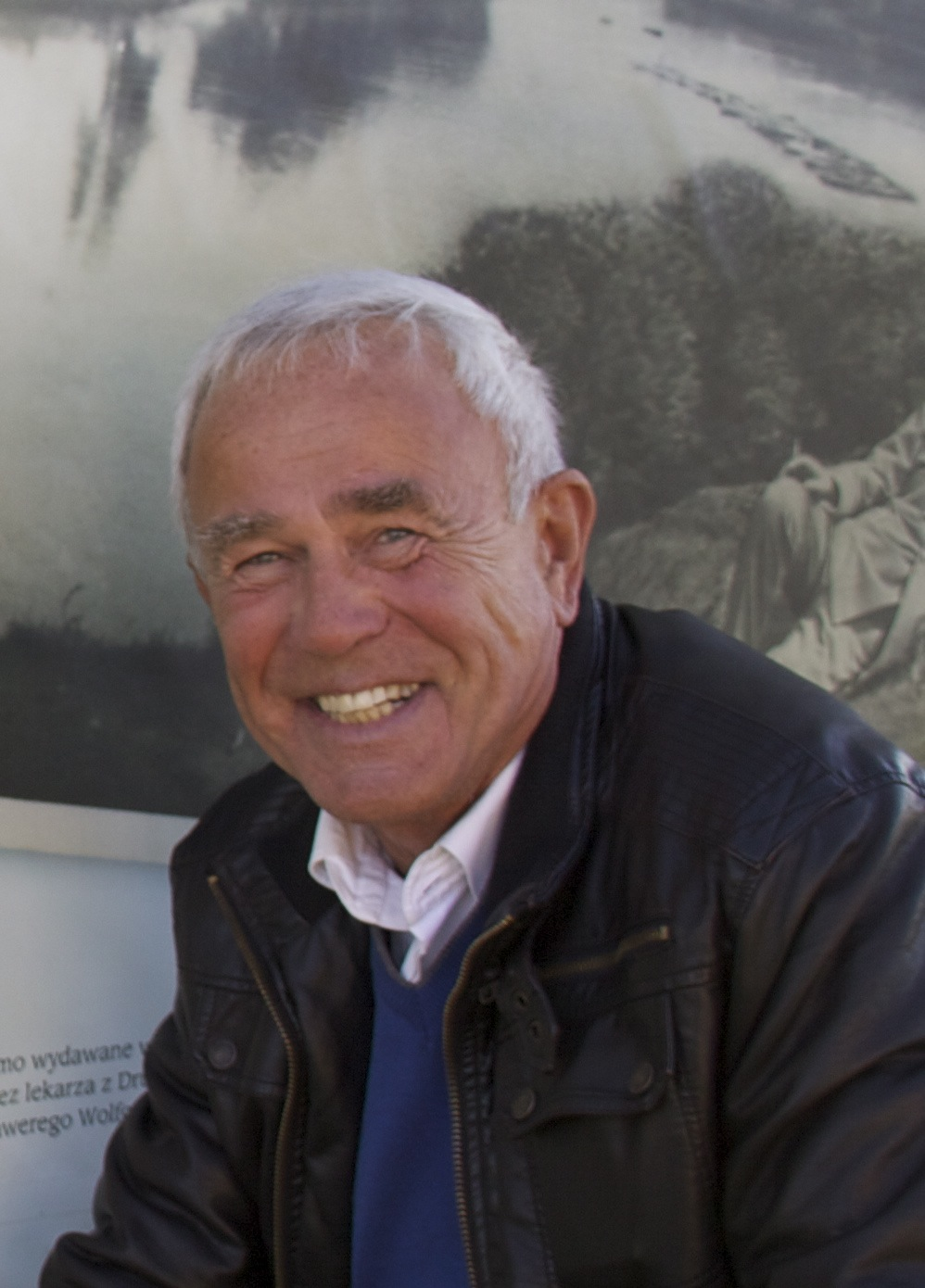
Wolfgang Thüne

Wolfgang Thüne (* 4. März 1943 in Rastenburg/Ostpreußen) ist ein deutscher Meteorologe. Bekanntheit erlangte er vor allem als Wettermoderator des ZDF (1971–1986) und später durch seine ab 1998 in Büchern vertretene These, dass es keinen Treibhauseffekt gäbe.

## Leben

### Werdegang
Von 1962 bis 1967 studierte Thüne die Fächer Meteorologie, Geophysik, Physik, Mathematik und Geographie an der Universität zu Köln und der FU Berlin. Im Anschluss arbeitete er zunächst beim Wetteramt Frankfurt und war ab 1968 Referendar des Deutschen Wetterdienstes (DWD). 1969 folgte das zweite Staatsexamen zum Wetterdienstassessor. Danach war er Meteorologe in der Analysen- und Vorhersagezentrale des DWD. Nebenbei war er 1971 bis 1986 Fernsehmeteorologe beim ZDF. Im Jahr 1974 ging er ans Landesamt für Umweltschutz Rheinland-Pfalz. 1982 bis 1986 absolvierte er ein Zweitstudium an der Julius-Maximilians-Universität Würzburg mit den Fächern Soziologie, Politische Wissenschaften und Geographie.
1986 ließ er sich beim Landesamt beurlauben und begann eine Tätigkeit als Repräsentant der Konrad-Adenauer-Stiftung für Brasilien mit Sitz in Rio de Janeiro. 1990 kehrte er zurück, wurde ins Umweltministerium Rheinland-Pfalz berufen und übernahm dort die Leitung des Referates „Naturwissenschaftlich-technische Grundsatzfragen der Umweltpolitik“. Zeitweise war er im „Klimabeirat“ der Bundesregierung.
Zur Europawahl 1994 plante er, für die Kleinpartei Aufbruch 94 – Deutscher Freier Wählerbund unter Führung von Johanna Grund zu kandidieren. Diese scheiterte allerdings an der Erbringung der erforderlichen Unterstützungsunterschriften.

### Promotion
1985/86 wurde er in Würzburg unter Lothar Bossle mit der Arbeit Die Heimat als soziologische und geopolitische Kategorie und als Identitätsimpuls in der Dynamik der modernen Industriegesellschaft mit summa cum laude zum Dr. phil. promoviert.
In einem 1988 erschienenen Artikel der Wochenzeitung Die Zeit, der Lothar Bossle als unseriös kritisierte, wurde die Doktorarbeit von Thüne als Beispiel für die fragwürdige Doktortitelvergabe von Bossle angeführt. Thüne habe sich etwa auf das Buch Mut zur Macht aus dem rechtsextremen Vowinckel-Verlag berufen und ein eigenes Werk als Quelle für ein Zitat von Martin Heidegger angegeben. Das private Institut für Demokratieforschung, an dem Thüne promovierte, war zu Beginn seiner Promotion bereits als „Doktorfabrik“ bekannt, da man nach einer Pressemitteilung der SPD „mit entsprechender Brieftasche und rechter Gesinnung dort schnell zum Titel kommen konnte“. Der Bayerische Landtag beschäftigte sich deshalb mehrfach mit dem „Fall Bossle“.

### Leugnung des Klimawandels
Seit den späten 1990er Jahren tritt Thüne als Klimaleugner gegen den von ihm so bezeichneten „Treibhaus-Schwindel“ auf und bezeichnet den wissenschaftlich unstrittigen Treibhauseffekt als „physikalische Unmöglichkeit“ und „naturwissenschaftliches Märchen“, die Wissenschaft als „völlig korrumpiert“. Unterstützer des Kyoto-Protokolls, wie auch Gerhard Schröder und Jürgen Trittin, hätten „offensichtlich nicht gelernt kritisch zu denken und den eigenen Verstand zu benutzen“. Das CO2 könne „mangels geeigneter Absorptionslinien das atmosphärische Strahlungsfenster nicht schließen“ und habe daher „keinen Einfluß auf das Wetter und dessen statistisches Folgekonstrukt - das Klima“. Seine Thesen zum Klimawandel verbreitete er auch bei der AfD sowie dem Klimawandelleugnerverein EIKE. Seine Bücher zum Thema erfuhren eine gewisse Rezeption in den Massenmedien.

### Vereinsmitgliedschaften
Seit 1963 ist Thüne Mitglied der katholischen Studentenverbindung KDStV Borusso-Saxonia Berlin, zudem Mitglied der VKDSt Hasso-Rhenania Mainz und der KDStV Vasgovia Landau im CV.
Thüne war 2006–2008 Präsidiumsmitglied im Bund der Vertriebenen (BdV) und viele Jahre Vorsitzender des BdV-Landesverbandes Rheinland-Pfalz. Im Jahr 2018 verlieh ihm der BdV die goldene Ehrennadel.

## Schriften (Auswahl)
- Die Heimat als soziologische und geopolitische Kategorie. Creator, Würzburg 1987, ISBN 3-89247-006-5 (Dissertation, Universität Würzburg, 1985/86).
- Der Treibhaus-Schwindel. Wirtschaftsverlag Discovery Press, Saarbrücken 1998, ISBN 3-9803768-6-9.
- Freispruch – für CO2! Wie ein Molekül die Phantasien von Experten gleichschaltet. Steinherz, Wiesbaden 2002, ISBN 3-9807378-1-0.
- Die grüne Gefahr: der „Treibhaus-Schwindel“ und andere Öko-Täuschungen / Hrsg.: Die Deutschen Konservativen e. V. Wolfgang Thüne und Peter Helmes. Vorw. von Heinrich Lummer. Hamburg 2009.
- Propheten im Kampf um den Klimathron: Wie mit Ängsten um Geld und Macht gekämpft wird. WT-Wetterwerkstatt, Oppenheim 2011, ISBN 978-3-00-035070-2.
- mit Norbert Körfer: Zum Mysterium und Martyrium Ostpreußens. Eckartschriften Heft 208, Österreichische Landsmannschaft, 2012.